# نیروی دریایی سلطنتی نیوزیلند
نیروی دریایی سلطنتی نیوزیلند (مائوری: Te Taua Moana o Aotearoa) نیروی دریایی زیرمجموعه نیروی دفاعی نیوزیلند است، که در سال ۱۹۴۱ تأسیس شد.